# Gran Piemonte 2015
Il Gran Piemonte 2015, novantanovesima edizione della corsa, valevole come evento dell'UCI Europe Tour 2015 e come quindicesima prova della Coppa Italia 2015 categoria 1.HC, si svolse il 2 ottobre 2015 su un percorso di 185 km. La vittoria fu appannaggio del belga Jan Bakelants, che completò il percorso in 4h17'53", alla media di 43,043 km/h, precedendo gli italiani Matteo Trentin e Sonny Colbrelli.
Sul traguardo di Cirié 72 ciclisti, su 151 partiti da San Francesco al Campo, portarono a termine la competizione. 

## Squadre e corridori partecipanti
Alla corsa hanno partecipato 20 squadre (12 UCI World Tour e 8 Professional Continental).
| N.    | Cod. | Squadra                     |
| ----- | ---- | --------------------------- |
| 1-5   | ALM  | AG2R La Mondiale            |
| 11-18 | AND  | Androni Giocattoli-Sidermec |
| 21-28 | AST  | Astana Pro Team             |
| 31-38 | BAR  | Bardiani-CSF                |
| 41-48 | BOA  | Bora-Argon 18               |
| 51-58 | COL  | Colombia                    |
| 61-68 | EQS  | Etixx-Quick Step            |
| 71-78 | IAM  | IAM Cycling                 |
| 81-88 | LAM  | Lampre-Merida               |
| 91-98 | MOV  | Movistar Team               |

| N.      | Cod. | Squadra                    |
| ------- | ---- | -------------------------- |
| 101-108 | MTN  | MTN-Qhubeka                |
| 111-118 | NIP  | Nippo-Vini Fantini         |
| 121-128 | STH  | Southeast Pro Cycling Team |
| 131-138 | CAN  | Team Cannondale-Garmin     |
| 141-148 | KAT  | Team Katusha               |
| 151-158 | TLJ  | Team Lotto NL-Jumbo        |
| 161-168 | TNN  | Team Novo Nordisk          |
| 171-178 | SKY  | Team Sky                   |
| 181-188 | TNK  | Tinkoff-Saxo               |
| 191-198 | TFS  | Trek Factory Racing        |

## Ordine d'arrivo (Top 10)
| Pos. | Corridore            | Squadra                | Tempo    |
| ---- | -------------------- | ---------------------- | -------- |
| 1    | Jan Bakelants        | AG2R La Mondiale       | 4h17'53" |
| 2    | Matteo Trentin       | Etixx-Quick Step       | a 4"     |
| 3    | Sonny Colbrelli      | Bardiani-CSF           | s.t.     |
| 4    | Eduard Michael Grosu | Nippo-Fantini          | s.t.     |
| 5    | José Joaquín Rojas   | Movistar Team          | s.t.     |
| 6    | Sacha Modolo         | Lampre-Merida          | s.t.     |
| 7    | Daniele Bennati      | Tinkoff-Saxo           | s.t.     |
| 8    | Kristian Sbaragli    | MTN-Qhubeka            | s.t.     |
| 9    | Andrea Fedi          | Southeast              | s.t.     |
| 10   | Alberto Bettiol      | Team Cannondale-Garmin | s.t.     |